# Kapitan bojne ladje
Kapitan bojne ladje je drugi najvišji pomorsko-častniški čin Slovenski vojski. V kopenski vojski mu je enak čin polkovnika.

## Primerjava častniških stopenj
Slovenska vojska  :

| Vojaški čini           |                   |                |
| Nižji: Kapitan fregate | pomorski častniki | Višji: Kapitan |

Avstro-Ogrska vojna mornarica  (k.u.k. Kriegsmarine):

| Vojaški čini           |                   |                |
| Nižji: Kapitan fregate | pomorski častniki | Višji: Kapitan |